# Чернолобая белоглазка
Чернолобая белоглазка (лат. Zosterops atricapilla) — вид воробьиных птиц из семейства белоглазковых (Zosteropidae). Выделяют два подвида.

## Описание
Мелкие птицы, длина тела 9—11 см. Вес 8,5—11 г (подвид Z. a. viridicatus). Спинка оливково-зелёная, радужная оболочка коричневая. Клюв и ноги окрашены в чёрный цвет.
Голос описывают как мягкий щебет.

## Биология
В рацион входят в основном насекомые, личинки, фрукты, нектар.

## Распространение
Обитают на Суматре и Калимантане. На последнем представители вида ранее, вероятно, были более широко распространены. Населяет горные леса и альпийские луга. Живут на высотах от 700 до 3000 м.

## Охранный статус
МСОП присвоил виду охранный статус «Вызывающие наименьшие опасения» (LC).